# Spassk-Riazanskij
Spassk-Riazanskij – miasto w Rosji, w obwodzie riazańskim. W 2010 roku liczyło 7745 mieszkańców.